# Tiwa
Tiwa (Tigua, Tihua, Tiguex), grupa pueblo plemena porodice Tanoan s gornjih voda Rio Grande u Novom Meksiku i izdancima u Teksasu i Chihuahui u Meksiku. Tiwa Indijanci dijele se na četiri glavne plemenske zajednice Sandia, Taos, Isleta  (s Isleta del Sur) i Picuris. Danas poglavito žive na rezervatima Novog Meksika. Govore jezikom tiwa.

## Ime
Ime Tiwa dolazi od Ti'wan (pl. Tiwesh'), njihovog vlastitog imena, koje se kroz povijest spelovalo na više načina: Tebas, Tigua, Tiguex, Tihuas i Chiguas. Naziv E-nagh-magh koristi Lane (Schoolcraft, 1851-57) da označi jezike nekih plemena, kao što su Taos, Picuris, Tesuqua, Sandia," etc. 

## Povijest
Tiwe su u kontaktu s prvim Španjolcima još u prvoj polovici 16. stoljeća. Prvi dolazi Coronado 1540-42, a veze s ovim pridošlicama ubrzo će postati neprijateljske i rezultirati zarobljavanjem dvaju puebala. U kasnijim godinama posječuju ih tri misionara (1581) Agustin Rodriguez, Francisco Lopez, i Juan de Santa Maria, u pratnji 8 vojnika i sedam indijanskih slugu. No Indijanci su ih poubijali. Antonio de Espejo putuje u ovaj kraj 1584. zajedno s 14 Španjolaca, a nedugo poslije (1591) Portugalac Gaspar Castaño de Sosa i (1598) Juan de Oñate. Godine 1680 učestvuju u Pueblo ustanku. Guverner u Santa Feu Antonio de Otermín napada na jedini nenapušteni pueblo Isleta i zarobljava 500 Indijanaca od kojih većinu naseli kod El Pasoa u Teksasu. Ovdje sebi sagradiše pueblo Isleta del Sur.
Rana Tiwa populacija iznosila je oko 12,200 duša (1680.). Kasnije im je broj znatno manji: 1,491 (1805), 1,575 (1850.), 1,163 (1860.), 1,650 (1910.), 2,122 (1937.). 

## Sela (puebli)
Kod Tiwa kroz povijest poznati su slejdeći puebli:
- Alameda, na istočnoj strani Rio Grande (oko 16. km od Albuquerquea.
- Bejuituuy, na jugu Tiwa-teritorija, na mjestu današnjeg Los Lunas.
- Carfaray, istočno od Rio Grande.
- Chilili, na zapadnoj strani Arroyo de Chilili, oko 30 milja jugoistočno od Albuquerquea.
- Isleta, zapadna obala Rio Grande, oko 12 milja južno od Albuquerquea.
- Isleta del Sur, kod El Pasoa, Teksas.
- Kuaua, blizu Bernalilloa.
- Lentes, zapadna obala Rio Grande, blizu Los Lunasa.
- Manzano, kod današnjeg Manzanoa.
- Mojualuna, u planinama kod puebla Taos.
- Nabatutuei, lokacija nepoznata.
- Nachurituei, lokacija nepoznata.
- Pahquetooai, lokacija nepoznata.
- Picuris, oko 40 milja sjeverno od Santa Féa.
- Puaray, kod Bernalilloa.
- Puretuay, na mesi Shiemtuai, ili Mesa de las Padillas, 3 milje sjeverno Islete.
- Quarai, u okrugu Valencia.
- San Antonio, kod današnjeg San Antonija.
- Sandia, istočna obala Rio Grande, 12 milja sjeverno od Albuquerque.
- Santiago, na Mesa del Cangelon.
- Senecu del Sur, ovaj pueblo osnovali su Senecu Indijanci, a naseljavali su ga zajedno, Chihuahua, Meksiko.
- Shumnac, blizu Chililija.
- Tajique, kod Belena, na južnoj obali Arroyo de Tajique.
- Taos, na Taos Riveru u okrugu Taos.

Ostali puebli su davno napušteni, to su: 
- Ranchos, 3 milje južno od Taosa.
- Shinana, na on Rio Grande blizu Albuquerque.
- Tanques, ib.
- Torreon, na mjestu današnjeg Torreona.

Puebli čija je lokacija nepoznata: Acacafui, Guayotrí, Henicohio, Leyvia, Paniete, Poxen, Trimati, Tuchiamas i Vareato.

## Kultura
Kultura Tiwa Indijanaca je kultura pueblo plemena američkog Jugozapada koju karakteriziraju pueblo-naselje i uzgoj kukuruza, kao glavne kulture. Tradicionalni ženski dres je crna "manta" koja se preko bijwele bluze nosi preko jednog ramena. Danas su kao i ostali puebli vješti u izradi dekorativnih predmeta od tirkiza, srebra i koralja.

## Vanjske poveznice
- Tigua Indians: Dancing for St. Anthony  Arhivirana inačica izvorne stranice od 13. svibnja 2008. (Wayback Machine)
- R Edward Moore, The Tigua Indians of Texas